# Liga za ornitološku akciju Srbije
Liga za ornitološku akciju Srbije nezavisno je, nevladino i neprofitno udruženje građana osnovano 2003. radi zaštite prirode i ptica. Danas LOA ima 700 članova. Od samog osnivanja održava bliske veze sa srodnim organizacijama u zemlji i inostranstvu.
LOA je misiju zaštite ptica usmerila na zaštitu vrsta, njihovih staništa i značajnih područja, rečju, delom, i uključivanjem javnosti. LOA nastoji da spreči lokalna nestajanja populacija ptica; smanji broj ugroženih vrsta; poboljša mere zaštite svih vrsta, te zaštiti ključna područja i staništa ptica u Srbiji. 

## Istraživanje i zaštita ptica

### Istraživanja za Pripremni elaborat o biodiverzitetu Kožare
Plavno područje Kožara nalazi se usred Beograda, na levoj obali Dunava (opština Palilula), a naspram zaštićenog prirodnog dobra Veliko Ratno ostrvo – koje ne može da opstane kao izolovana celina. Njegov živi svet zavisi od kontakata sa širom plavnom zonom Dunava, koja igra ulogu ekološkog koridora, što je navelo Ligu za ornitološku akciju Srbije da se posveti istraživanju ovog područja i pripremi elaborata o pticama, leptirima i biljnim zajednicama Kožare, kojim je Sekretarijatu za životnu sredinu Grada Beograda predložila širenje zaštite i na ovo područje.
Urbanističkim planom je već predviđeno pretvaranje ove zone u ostrvo pod nazivom 'Čaplja', koje bi ponudom rekreativnih aktivnosti pariralo Adi Ciganliji. Ipak, pre nego što se radovima na ostvarenju takvih planova i pristupi, potrebno je valorizovati prirodne vrednosti područja i njegov potencijal za zaštitu. Iako su projektom obuhvaćene i druge grupe organizama, težište je ipak bilo na pticama. Na užem području Kožare (tj. bez Ratnog ostrva) zabeleženo je 109 vrsta ptica, od kojih su 74 "strogo zaštićene" srpskim Pravilnikom o proglašenju u zaštiti strogo zaštićenih i zaštićenih vrsta, 33 na spisku SPEC (tj. zavisnih od zaštite), 8 na evropskoj Crvenoj listi IUCN, 26 iz aneksa 1 Direktive o pticama EU i 13 sa preliminarnog referentnog spiska migratornih vrsta po Direktivi o pticama.

### Monitoring malih vranaca u Beogradu
Mali vranac Phalacrocorax pygmeus je najmanja evropska vrsta kormorana. U Srbiji je ‘strogo zaštićena vrsta ’ (prema Pravilniku o proglašenju i zaštiti strogo zaštićenih i zaštićenih vrsta), a takodje je i u Aneksu I Direktive o pticama EU. Tokom poslednjih 15 godina, broj malih vranaca na Savi u Beogradu  je neprekidno rastao, sve dok to zimovalište nije prihvatilo skoro 7000 ptica. To predstavlja 10% evropske populacije ove vrste, i veliku odgovornost za grad i za državu u celini.
U jesen 2008. je na špicu Ade Ciganlije otpočela gradnja mosta, upravo na mestu vrbaka u kome je deo ptica provodio noć. Kako bi se tokom izvođenja radova pratilo zimovanje malih vranaca i drugih vrsta vodenih ptica na širem području gradilišta, angažovana je Liga za ornitološku akciju Srbije, koja je od svog osnivanja 2003. već vršila monitoring malih vranaca. Na osnovu izveštaja LOA, Direkcija za građevinsko zemljište i izgradnju Beograda će predlagati mere za prevenciju i smanjenje gubitaka, kao i eventualnog nestajanja malih vranaca.

### „”
LOA je u saradnji sa vojvođanskim i crnogorskim društvima za zaštitu ptica učestvovala u međunarodnom projektu „” u organizaciji asocijacije BirdLife International, zahvaljujući kome Srbija po prvi put raspolaže procenama veličina i trendova gnezdilišnih populacija ptica Srbije. Ta studija pokazuje da broj vrsta ptica koje su u Evropi ugrožene nastavlja da raste i sada iznosi 226, odnosno 43% ukupnog broja ptica koje se na našem kontinentu gnezde (pre deset godina je iznosio 195). Broj ugroženih je bezmalo isti i u Srbiji i Crnoj Gori - 103 vrste, odnosno 42% gnezdarica SCG (deset godina ranije je broj ugroženih vrsta SCG iznosio 100 (Stevanović, V. & Vasić, V.: Biodiverzitet Jugoslavije sa pregledom vrsta od međunarodnog značaja). Mnogim pticama brojnost opada, ostaju usko lokalizovane ili znatno proređene, neke do te mere da bi u pojedinim oblastima mogle potpuno izumreti u bliskoj budućnosti. Pored pregleda statusa ugroženosti svih vrsta ptica koje nastanjuju evropski continent, studija određuje i prioriretne vrste ka kojima se moraju usmeriti zaštitarski napori.

### Monitoring migracija ptica močvarica radi prevencije ptičjeg gripa
Članovi LOA su, u saradnji sa vojvođanskim Društvom za zaštitu i proučavanje ptica (danas Društvo za zaštitu i proučavanje ptica Srbije), osmislili, rukovodili i sprovodili ornitološki „Projekt motrenja vodenih ptica selica za prevenciju ptičjeg gripa u Srbiji”. Statistika projekta je impresivna: 22 člana obe organizacije su tokom dve sezone sprovodili monitoring 50 lokaliteta na kojima su tokom 600 obilazaka terena identifikovali 100 vrsta močvarica i prebrojali 1.500.000 jedinki. Projekti su realizovani su pod patronatom Naučnog instituta za veterinu Srbije, a u okviru projekta Uprave za veterinu Ministarstva poljoprivrede, šumarstva i vodoprivrede.

### 
Svakog januara, oko 15.000 posmatrača iz više od 100 zemalja broji barske ptice u okviru međunarodnog popisa močvarica. U Srbiji 26 aktivista LOA, Fonda za zaštitu ptica grabljivica  i Društva za zaštitu i proučavanje ptica Srbije aktivno prati ptice na 55 lokaliteta. IWC se u svetu organizuje od 1967. i svake godine se prebroji između 30 i 40 miliona močvarica, a rezultati popisa omogućavaju praćenje promena u brojnosti i distribuciji vrsta, poboljšava poznavanje manje poznatih vrsta i podiže javnu svest o značaju i lepoti ovih ptica.

## Edukacija i popularizacija ptica

### Priručnik „Ptice Srbije i područja od međunarodnog značaja”
LOA je 2008. objavila prvi priručnik za identifikaciju ptica na srpskom “Ptice Srbije i područja od međunarodnog značaja”. Od oko 360 vrsta ptica koliko je zabeleženo u Srbiji, pruručnik prikazuje oko 140, uglavnom onih češćih. U nastavku sledi vodič po 35 područja od međunarodnog značaja za ptice (Important Bird Area ili IBA) koji opisuje koje se tu vrste javljaju, koja su staništa zastupljena, stepen zaštite i faktore ugroženosti, a na karti se mogu videti položaji i veličina svakog područja. Priručnik treba da potpomogne stvaranje mreže posmatrača ptica čije će znanje biti na dovoljnom nivou da prikupljaju precizna ornitološka opažanja i pomognu profesionalcima u poznavanju i zaštiti ptica. Autori su Dragan Simić i Slobodan Puzović.

### TV film „Ptičarenje za početnike”
U saradnji LOA i Ekološke redakcije državne televizije nastao je film „Ptičarenje za početnike” u trajanju od 25 minuta. Ovo je prva emisija u istoriji RTS posvećena temi kako posmatrati ptice. Prikazuje proces identifikacije na primerima nekoliko lakših vrsta i obiluje praktičnim savetima na šta obratiti pažnju, o opremi i etici, problemima u identifikaciji, ugroženosti ptica, te sportskom i turističkom aspektu ptičarenja. Režiju je potpisao Filip Čolović.

### 
U saradnji LOA i Društva za zaštitu i proučavanje ptica Srbije, Evropski vikend posmatranja ptica se u Srbiji organizuje od 2005. To su dani kada skoro 60.000 Evropljana sa dvogledima izlazi u prirodu da bi pratilo migraciju ptica. Tokom prethodnih godina, preko 530 učesnika je na više od 50 izleta posmatralo preko 160.000 jedinki u okviru 111 vrsta ptica. EuroBirdwatch se svake godine održava tokom prvog vikenda u oktobru.

### Takmičenje „Veliki dan ptica”
Popularizujući posmatranje ptica, LOA naglašava rekreaciono-sportski aspekt aktivnosti i u tom cilju je pokrenula otvoreno takmičenje „Veliki dan ptica”. To je ekipno nadmetanje sa ciljem da se unutar 24 časa vidi što više vrsta ptica (od kojih svaku vrstu mora verifikovati preko 50% članova tima) unutar kruga prečnika 50 km (svaka ekipa bira sopstveno područje). Prvo takmičenje održano je juna 2003, a rekord je postignut 2005. i iznosi impresivnih 114 vrsta koje su zapažene na potezu od Stražilova do Bečejskog ribnjaka. Takmičenje se održava svake godine u danima oko 1. maja.

## Spoljašnje veze
- Zvanični veb-sajt
- Liga za ornitološku akciju Srbije na sajtu
- Gugl grupa Lige za ornitološku akciju Srbije